# Tremors 3 : Le Retour
Série Tremors
Tremors 2 : Les Dents de la Terre
(1996) Tremors 4 : La légende commence
(2004)
Pour plus de détails, voir Fiche technique et Distribution.
Tremors 3 : Le Retour (Tremors 3: Back to Perfection) est un film américain réalisé par Brent Maddock et sorti directement en vidéo en 2001. Il s'agit du 3e film de la série Tremors.

## Synopsis
L'aventurier Burt Gummer retourne dans sa ville natale de Perfection au Nevada, après une chasse aux Shriekers à El Chaco en Argentine. Depuis les premières attaques de Graboids, l'équipement de la ville pour suivre les activités de Graboid est tombé en ruine en raison de la négligence des résidents locaux Miguel, Nancy Sterngood et sa fille Mindy. Desert Jack Sawyer a organisé un parc avec des safaris où sont présentés de faux Graboïds. L'un des safaris se passe mal et ils sont attaqués par de vrais Graboïds. Demandant l'aide de Burt et d'une vendeuse, ils vont combattre les Graboïds qui ont évolué dans une troisième forme : les "culs voltigeurs".

## Fiche technique
- Titre français : Tremors 3 : Le Retour
- Titre original : Tremors 3: Back to Perfection
- Réalisation : Brent Maddock
- Assistant réalisateur : S. S. Wilson
- Scénario : John Whelpley, Brent Maddock et S. S. Wilson
- Musique : Kevin Kiner
- Photographie : Virgil L. Harper
- Montage : Drake Silliman
- Décors : Amanda Moss Serino
- Costumes : Debbie Shine
- Production : Nancy Roberts et S. S. Wilson
- Société de production : Stampede Entertainment
- Distribution : Universal Pictures Home Entertainment
- Pays de production :  États-Unis
- Format : Couleurs - 1,85:1 - Dolby Digital - 35 mm
- Genre : comédie horrifique, action et science-fiction
- Durée : 104 minutes
- Dates de sortie en vidéo : 
  - États-Unis : 2 octobre 2001
  - France : 9 octobre 2002

## Distribution
- Michael Gross (VF : Michel Prudhomme) : Burt Gummer
- Shawn Christian (VF : Jérôme Pauwels) : Desert Jack Sawyer
- Susan Chuang (VF : Véronique Alycia) : Jodi Chang
- Charlotte Stewart : Nancy Sterngood
- Ariana Richards (VF : Natalie Bleynie) : Mindy Sterngood
- Tony Genaro : Miguel
- Barry Livingston (VF : Bernard Soufflet) : le docteur Andrew Merliss
- John Pappas : l'agent Charlie Rusk
- Robert Jayne (VF : Bruno Choel) : Melvin Plug
- Billy Rieck : Buford, l'assistant de Jack
- Tom Everett (VF : Joel Martineau) : l'agent Frank Statler

## Autour du film
- Pour diminuer les coûts de production, certaines scènes avec les Graboids ont été reprises du premier Tremors (1990).
- Dans la bande annonce, le personnage de Burt Gummer (Michael Gross) est appelé Bert Gummer.
- Le film, qui utilise les personnages et acteurs des précédents films, a été utilisé comme pilote pour vendre la série Tremors (2003).